# УАЗ-3160
УАЗ-3160 — повнопривідний автомобіль підвищеної прохідності (позашляховик) для експлуатації на дорогах всіх категорій, а також по пересіченій місцевості.
Вироблено приблизно 7500 одиниць.

## Історія

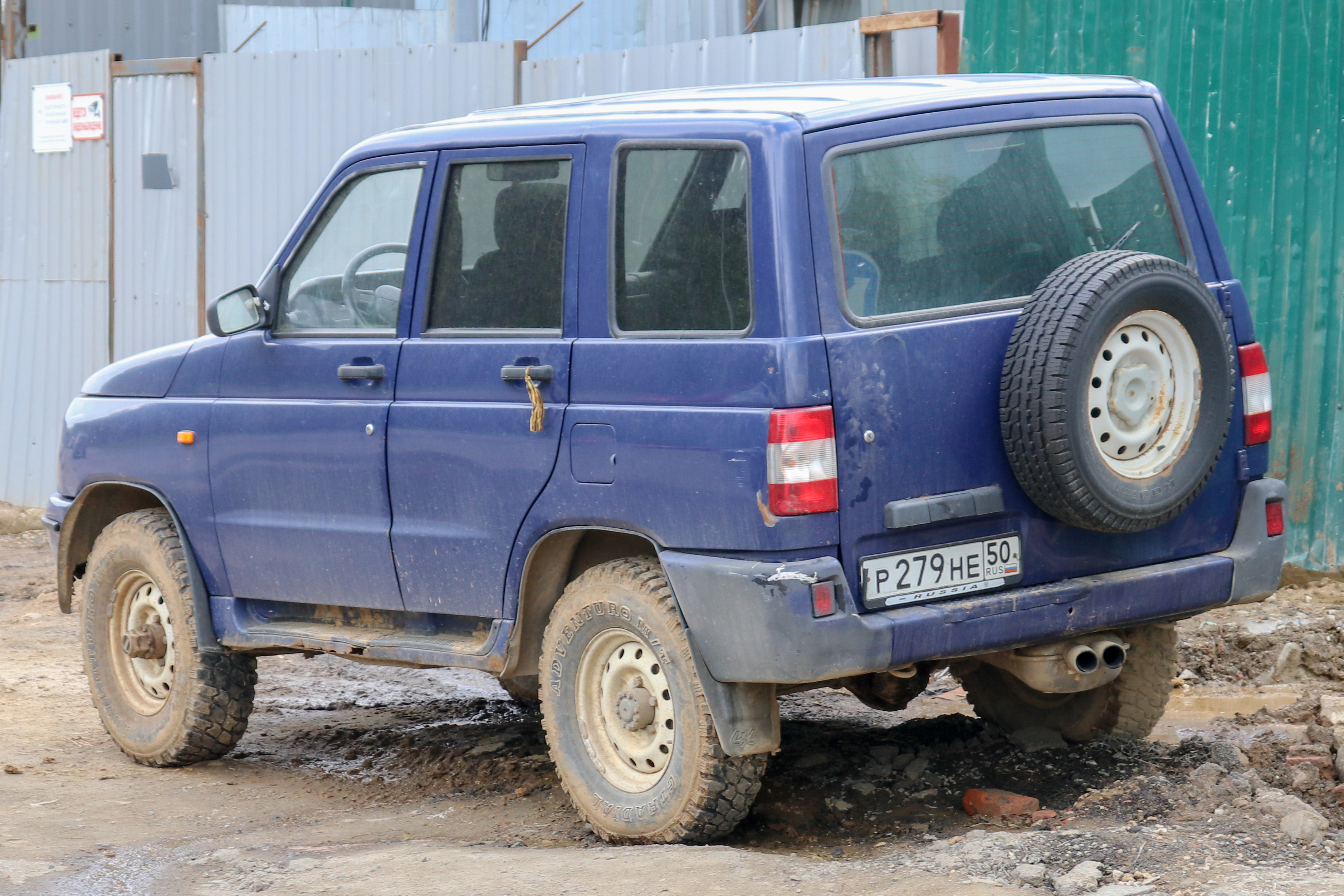
УАЗ-3160

Розробка нового позашляховика була розпочата в 1980 році. Модель з індексом 3160 отримала модернізовану раму і новий кузов, розроблений за допомогою інженерів АвтоВАЗу. Основною проблемою було збереження п'ятидверного кузова на короткій колісній базі, що відповідає тридверному кузову більшості світових автовиробників.
Одержаний автомобіль відрізнявся від попередніх моделей більш високим рівнем комфорту і поліпшеними техніко-економічними показниками. Більш якісне забарвлення кузова, люк у даху, сучасна світлотехніка, «кенгурін», пороги, радіальна гума, відмінний огляд, сучасна панель приладів, виконання інтер'єру виконано аналогічно сучасним легковим автомобілям.
Разом з тим проблеми зі стійкістю і керованістю викликали необхідність доопрацювання автомобіля, в результаті з'явилася нова модель УАЗ-3162 «Сімбір», яка стала довшою і отримала нові мости.
Серійно випускався Ульяновським автозаводом з серпня 1997 року по 2004 рік.

## Двигуни
- 2.9 л УМЗ-4213 І4 104 к.с. 201 Нм
- 2.7 л ЗМЗ-409.10 І4 128 217,6 Нм
- 2.2 л ЗМЗ-5143.10 дизельний І4 96 к.с. 216 Нм